# 1991年自由民主党総裁選挙
1991年自由民主党総裁選挙（1991ねんじゆうみんしゅとうそうさいせんきょ）は、1991年10月27日に行われた日本の自由民主党の党首である総裁の選挙である。

## 概要
1991年10月4日早朝、海部俊樹首相は同日9時に閣議を開き、閣僚たちに衆議院解散を求める決意をした。ところが閣議を開く前に金丸信らから解散を反対される。同日、海部が辞意を固めると、竹下派会長の金丸は会長代行の小沢一郎に総裁選立候補を促した。しかし小沢はこれを拒む。出馬断念の理由の一つに健康問題があった。小沢は同年6月29日、心臓病が理由で日本医科大学付属病院に緊急入院。循環器系集中治療室に運び込まれ、8月10日まで病院で療養していた。総理総裁という激務を考慮すればやむを得ない結論と言えた。
同年10月5日、海部は記者クラブ「内閣記者会」で総裁選不出馬を表明。
総裁選には宮澤喜一・渡辺美智雄・三塚博の三者が立候補の意思を表明した。宮沢、三塚、渡辺三派は、竹下派が独自の候補を擁立するならば「三派連合」で対抗する構えを見せていた。しかし竹下派が独自の候補を立てないことがわかると一転してそれぞれ競って竹下派からの支持を求めた。小沢が自分の事務所で三候補と面接し（いわゆる「小沢面接」）、金丸、竹下登、小沢3人（金竹小）だけの協議で竹下派としての支持候補が選定された。元々、金丸は宮沢とそりが合わず、また三塚の清和会会長継承の際に加藤六月による抵抗の動きを金丸・小沢が支援していた経緯（三六戦争）もあり、いったんは渡辺に傾いていた。しかし、宮沢は得意の英語による会見のパフォーマンスを行い、これが好感されて世論の支持が宮沢に集まったため、「金竹小」三者も宮沢を擁立することで合意した。10月11日、竹下派緊急総会で金丸は「宮沢氏をわが経世会が一致して推したい。総裁選で絶大な支援をしていきたい」と表明したが、拍手による承認の段取りであったにもかかわらず拍手はまばらだった。金丸が壇上から叱りつけたのちに拍手が増えて、ともかくも竹下派としての支持は決定された。この場面を宮沢が「勝利が決まった瞬間だった」と振り返るように、竹下派の支持が、総理・総裁に直結した時代だった。
同年10月27日、総裁選挙が実施され、宮澤が総裁に選ばれる。投票では第4派閥の渡辺が予想を覆して120票を獲得して2位となった。「竹下派の票が流れた」とささやかれた。
同年11月5日、海部は総理大臣を辞職。
竹下派は翌1992年10月、金丸信の会長辞任をきっかけに小沢支持グループと反小沢グループに分裂。同年12月18日、羽田を代表とするグループ「改革フォーラム21」が派閥として正式に結成された。1993年には自民党の分裂と野党転落まで引き起こした。渡辺は宮澤内閣で副総理、外務大臣になった。なお、この総裁選で加藤六月は三塚を支持しなかったことから三塚派を除名され、後に加藤グループを旗揚げしている。

## 立候補者
- 宮澤喜一（宮澤派）
- 三塚博（三塚派）
- 渡辺美智雄（旧中曽根派）

## 選挙結果
| 候補者     | 得票数 | 議員票 | 党員算定票 |
| ---------- | ------ | ------ | ---------- |
| 宮澤喜一   | 285票  | 207票  | 78票       |
| 渡辺美智雄 | 120票  | 102票  | 18票       |
| 三塚博     | 87票   | 82票   | 5票        |

## 当選者
- 宮澤喜一